# Biliom
Ein Biliom ist eine mit Galle gefüllte echte oder falsche Zyste bzw. ist ein Galleleck mit intraabdomineller Gallenansammlung. Das Biliom ist eine mögliche chirurgische Komplikation bei Hemihepatektomie, Cholezystektomie und Lebertransplantation, welche nicht selten aufgrund einer Anastomoseninsuffizienz entsteht. Ein Biliom kann aber auch durch Fistelbildung entstehen. Die Diagnose wird nicht selten radiologisch gestellt. CT, MRT und ERCP sind geeignete Untersuchungsmethoden, um ein Biliom zu erkennen.
Die Therapie eines Bilioms kann verschiedene Wege einschlagen, und zwar in Abhängigkeit von Größe, Lokalisation und Ursache des Bilioms, aber auch davon ob Zeichen einer Infektion vorhanden sind. Infolgedessen bestehen folgende Therapieoptionen:
- Abwarten und die Entwicklung beobachten
- Das Biliom drainieren und eine antibiotische Therapie einleiten
- Chirurgisches Ausräumen des Bilioms + antibiotische Therapie